# Wish You Were Here
För andra betydelser, se Wish You Were Here (olika betydelser).
Wish You Were Here är ett musikalbum av Pink Floyd, utgivet den 12 september 1975. Albumet kretsar kring alienation, nedbrytning av mänskliga relationer och hur människor behandlas som ting av till exempel företag och stater; även förlusten av ungdom samt oskuldsfull glädje är ett genomgående tema. Vissa texter tematiserar musikbranschen och dess avsaknad av förståelse för musikernas villkor (till exempel den ironiska "Have a Cigar") samt saknaden efter den tidigare bandmedlemmen Syd Barrett, som albumet också är tillägnat, men musiken syftar också på brutalitet, vansinne och främlingskap i andra sammanhang som var aktuella vid denna tid, bland annat militarisering och byråkratisk paranoia. Roger Waters skulle komma att fullfölja denna kritik mot samtiden både på de tre följande albumen med gruppen (där han var huvudansvarig för texter och upplägg) innan den splittrades, och som soloartist med Amused to Death.
Albumet domineras av den långa sviten Shine On You Crazy Diamond, vars båda delar öppnar och avslutar albumet. Dess totala längd är 26 minuter, men bandet bestämde sig att dela upp stycket som två "bookends". Dess långa intro, buret av orgel och gitarr, kan räknas som en av de tidigaste föregångarna till trance-musiken. Först efter nästan nio minuter inleds den första textraden, och Shine On formades, vilket Gilmour har bekräftat i intervjuer, inte utifrån en vers-refrängidé eller ett riff, utan ifrån små motiviska byggstenar, framförallt den fras på fyra toner (Bb – F – G – E) som hörs, lätt varierad, i gitarren i början av del II.
Roy Harper är gästsångare i låten "Have a Cigar". Dick Parry spelar saxofon på albumet, vilket han även gjorde på The Dark Side of the Moon.
Wish You Were Here finns med i boken  1001 album du måste höra innan du dör.

## Låtlista
All sångtext är skriven av Roger Waters. 
| 1.           | Shine On You Crazy Diamond (Parts I–V) | Gilmour      | 13:32 |
| 2.           | Welcome to the Machine                 | Gilmour      | 7:32  |
| Total längd: | Total längd:                           | Total längd: | 21:04 |

| 1.           | Have a Cigar                             | Roy Harper   | 5:24  |
| 2.           | Wish You Were Here                       | Gilmour      | 5:40  |
| 3.           | Shine On You Crazy Diamond (Parts VI–IX) | Gilmour      | 12:29 |
| Total längd: | Total längd:                             | Total längd: | 23:33 |

## Medverkande
Pink Floyd
- Roger Waters – bas och VCS3
- David Gilmour – gitarr, sång och lap steel
- Nick Mason – trummor, slagverk och ljudeffekter
- Richard Wright – keyboards, sång och VCS3

Övriga musiker
- Dick Parry – saxofon på "Shine on You Crazy Diamond"
- Roy Harper – sång på "Have a Cigar"
- Venetta Field – bakgrundssång
- Carlena Williams – bakgrundssång

## Återutgivning
2011 gavs en ny version av albumet ut, Wish You Were Here – Experience Edition. Det är ett dubbelalbum som innehåller en ommastrad version av originalalbumet, samt tidigare outgivet material.

## Listplaceringar
| Lista (1975)   | Position            |
| -------------- | ------------------- |
| Danmark        | 1 (DR "Top 20")     |
| Finland        | 1                   |
| Kanada         | 14 (RPM)            |
| Nederländerna  | 1                   |
| Norge          | 2 (VG-lista)        |
| Nya Zeeland    | 1                   |
| Storbritannien | 1 (UK Albums Chart) |
| Sverige        | 14 (Topplistan)     |
| USA            | 1 (Billboard 200)   |
| Österrike      | 1                   |